# Джеймс (рок група)
Вижте пояснителната страница за други значения на Джеймс.
Джеймс (на английски: James) е прочута британска алтернативна, бритпоп и пост-пънк група от Манчестър, Великобритания. Основана е през 1982 г. Групата е активна до края на 1980-те години, но най-голяма популярност и успех има през 1990-те години, когато създават и най-успешните си хитове: Come Home, Sit Down, „She's a Star“ и „Laid.“ След напускането на вокала Тим Бут през 2001 г. групата се разпада, но през 2007 г. членовете и се събират отново за да запишат нов албум и да осъществят международно турне. До 2010 г., групата е продала над 25 млн. албума по целия свят.

## Дискография
Студийни албуми:
- Stutter (1986)
- Strip-mine (1988)
- Gold Mother (1990)
- James (1991 re-release of Gold Mother)
- Seven (1992)
- Laid (1993)
- Wah Wah (1994)
- Whiplash (1997)
- Millionaires (1999)
- Pleased to Meet You (2001)
- Hey Ma (2008)
- The Night Before (2010)
- The Morning After (2010)
- La Petite Mort (2014)
- Girl at the End of the World (2016)
- Living in Extraordinary Times (2018)
- All the Colours of You (2021)